# Oryx und Crake
Oryx und Crake (englisch Oryx and Crake) ist der Titel eines im Jahre 2003 erschienenen und sehr erfolgreichen dystopischen Romans der kanadischen Autorin Margaret Atwood. Er ist der erste Teil der Trilogie MaddAddam.

## Handlung
Jimmy, die Hauptfigur des Romans Oryx und Crake (der in seinem Titel auf zwei vom Aussterben bedrohte Tiergattungen anspielt: Oryx beisa, eine afrikanische Antilopenart mit langen Hörnern, und crake, eine australische Rothalsralle), ist ein gelernter Werbefachmann des späten 21. Jahrhunderts. Er arbeitete vor der großen Weltkatastrophe für einen biogenetisch-pharmazeutischen Konzern, der in Paradice, einem von der Umwelt abgeschotteten Elite-Labor, unter privilegierten Bedingungen geheime Spitzenforschung betrieb. Seit der Katastrophe lebt Jimmy, lebensbedrohlich abgemagert, schwärenbedeckt und heruntergekommen, am Rande der Region, in der früher einmal New York stand, das in der Handlungsgegenwart, nach dem Abschmelzen der Polkappen, größtenteils überflutet ist.
Jimmy ist, soweit er weiß, in seiner Region – vielleicht sogar weltweit – der einzige Überlebende einer etwa ein Vierteljahr vor der Handlungsgegenwart ausgebrochenen globalen Seuche, die von seinem einstigen Schulfreund Crake, dem genialen Biogenetiker im Paradice-Labor, gezielt in die Welt gesetzt und im Gewand einer Lifestyle-Droge namens BlyssPluss (etwa: „Mega-Wonne“) in den heruntergekommenen Metropolen aller Kontinente systematisch verbreitet worden war. Crake tat dies, weil er angesichts der herannahenden globalen Ökokatastrophe aus Klimawandel, Überbevölkerung, Ressourcen- und Nahrungsmangel sowie Artendezimierung nur dann eine Chance für die verbliebene Flora und Fauna des Planeten Erde sah, wenn Homo sapiens von ihm getilgt würde. Deshalb hatte Crake heimlich in seinem Labor nicht nur den – auf zeitgleichen Ausbruch hin konstruierten – Erreger der Seuche, sondern auch eine transgene Menschenrasse geschaffen, deren Exemplare schon zu seinen Lebzeiten von seiner engsten Umgebung Craker genannt wurden. Die Craker können nicht nur der Seuche und den Begleitumständen des Klimawandels – zum Beispiel der durch keinerlei Ozonschicht mehr gefilterten UV-reichen Sonneneinstrahlung – widerstehen, ihnen wurde von Crake auch all das biogenetisch wegprogrammiert, was seiner Ansicht nach der Spezies Homo sapiens sapiens ein friedvolles und ökologisch angepasstes Zusammenleben miteinander und mit den anderen irdischen Lebensformen unmöglich machte: vor allem den über die Arterhaltungsnotwendigkeiten weit hinausgehenden, inzwischen destruktiv gewordenen menschlichen Selbst- und Arterhaltungstrieb, aber auch die Angst vor dem Tod samt Religiosität, dazu Wissensdrang, Besitzstreben und das Verlangen nach tierischem Eiweiß in Form von Fleisch oder Fisch. Die neue Rasse friedliebender, sanfter und (zumindest anfangs) einfältiger Vegetarier würde – so hoffte Crake offenbar – langfristig das Überleben des Welt-Ökosystems sichern, nachdem es Homo sapiens sapiens in den letzten zweihundert der vierzigtausend Jahre seiner Existenz geschafft hatte, die Artenvielfalt drastisch zu verringern und die Lebensbedingungen aller Lebensformen auf dem Planeten sukzessive zu verschlechtern, ein Prozess, der alsbald in den völligen Zusammenbruch des globalen Ökosystems münden würde. Nun ist Crake tot, erschossen von Jimmy in dem Moment, als Crake kurz nach Ausbruch der Seuche von einem letzten Aufenthalt „draußen“ in das Hochsicherheitslabor zurückkehren wollte, bei der Rückkehr aber scheinbar grundlos vor Jimmys Augen ihrer beider Geliebte, die Asiatin Oryx, ermordete, die von Crake in den Monaten und Jahren vor dem Ausbruch der Seuche als – ahnungslose – Propagandistin und Dealerin von BlyssPluss sowie als „Kulturtrainerin“ für seine Craker benutzt worden war.
Der in der postkatastrophischen Handlungsgegenwart dahinvegetierende Jimmy hat viel Muße, über die Vorgeschichte seiner gegenwärtigen Existenz in jener Zeit nachzudenken, „als in Küstennähe das Grundwasser brackig wurde und der nördliche Permafrostboden taute, als die riesige Tundra von Methangas brodelte und die Dürre im zentralkontinentalen Tiefland Nordamerikas kein Ende mehr nahm, als die asiatischen Steppen sich in Sandwüsten verwandelten und Fleisch immer schwerer aufzutreiben war“. Jimmy reflektiert die Vorgeschichte in Form von Rückblenden und Rückwendungen, die in die Schilderung von Vorgängen der Handlungsgegenwart eingeflochten sind und mit Jimmys frühester Erinnerung einsetzen, als er fünf oder sechs Jahre alt war und mit seinen Eltern – beide Biogenetiker in einem der Genpharma-Konzerne – einen Scheiterhaufen anschaute, auf dem infizierte Rinder verbrannt wurden. Jimmys Erinnerungen folgen von hier aus im Wesentlichen seiner fiktiven Biografie und behandeln seine Schulzeit – in der er sich mit Crake anfreundete –, seine Studienzeit und seine ersten Jahre der Berufstätigkeit, die ihn schließlich als Werbefachmann in Crakes Labor führt.
In der postkatastrophischen Handlungsgegenwart hat es Jimmy sich zur Aufgabe gemacht, das Lebenswerk von Crake und Oryx in Bezug auf die Craker weiterzuführen. Von ihnen wird er „Schneemensch“ genannt und als eine Art Prophet verehrt, weil er – wie die Craker vor ihrer „Auswilderung“ einst lernten – ein Vertrauter von Crake und Oryx war und viele der Phänomene erklären kann, die die Craker selbst sich mit ihrem kindlichen Intellekt nicht zu erklären vermögen. Jimmy-„Schneemensch“ erkennt, dass seine Mangelexistenz über kurz oder lang zum Hungertod führen wird, und erwägt deshalb – und weil er ohnehin keine Zukunft für sich sieht – zwar auch einmal, Selbstmord zu begehen, doch in einer Aufwallung seines Überlebenswillens überlässt er die Craker vorübergehend sich selbst und unternimmt eine Expedition zur Ruine des mehrere Tagesmärsche entfernten Paradice-Forschungslabors, von wo er Ausrüstung, Medikamente, Lebensmittel und vor allem Waffen mitzubringen hofft, mit denen er sich die Hunölfe und die Organschweine vom Leibe halten will – transgene Tierrassen, die vor der Seuchenkatastrophe wie viele andere Organismen von Biogenetikkonzernen erzeugt und kommerziell genutzt worden waren: die Hunölfe etwa wegen ihrer in schmusiges Hunde-Äußeres verpackten rabiaten Aggressivität für spezielle Bewachungsaufgaben, die Organschweine als Organspender menschlicher Ersatzorgane. Beide Rassen haben sich unter den postkatastrophischen Bedingungen zu gefährlichen, weil ziemlich intelligenten Räubern entwickelt, deretwegen Jimmy jede Nacht auf einem Baum verbringen muss: Allein dort kann er sich vor diesen neuen Feinden sicher fühlen. Jimmy findet in der Laborruine, was er sucht, kommt aber auf dem Rückweg zu den Crakern drei weiteren menschlichen Überlebenden der Seuchenkatastrophe auf die Spur. Der Roman endet offen an der Stelle, an der Jimmy mit sich ringt, ob er mit ihnen Kontakt aufnehmen oder sie als Feinde und Gefahr für die Craker eliminieren soll.

## Verbot in Utah
Im Juli 2024 wurde das Buch im Bundesstaat Utah an Schulen und Bibliotheken verboten.